# Gainsborough
Gainsborough este un oraș în comitatul Lincolnshire, regiunea East Midlands, Anglia. Orașul se află în districtul West Lindsey a cărui reședință este.
1. ↑  , Wikipedia în esperanto https://www.citypopulation.de/en/uk/eastmidlands/lincolnshire/E63001384__gainsborough Lipsește sau este vid: |title= (ajutor)